# 埃倫伯格 (亞利桑那州)
埃倫伯格（英語：Ehrenberg）是位於美國亞利桑那州拉巴斯縣的一個人口普查指定地區。根據2010年美國人口普查，該地人口為1470人，而該地的面積約為31.43平方千米。

## 地理
埃倫伯格的座標為33°36′53″N 114°30′53″W / 33.61472°N 114.51472°W，而該地最高點為海拔高度93米（即305英尺）。